# Liberian Girl
«Liberian Girl» (en español: «Chica Liberiana») fue el noveno y último sencillo del álbum Bad del cantante Michael Jackson en 1987 lanzado solamente en Europa y Australia. Jackson dedicó el vídeo de la canción a una de sus mejores amigas, Elizabeth Taylor, ya que esta, estuvo enferma en esos tiempos. El título original de la canción era 'Pyramid Girl', pero poco antes de su grabación, Jackson decidió cambiarlo por 'Liberian Girl'

## Lista de canciones
7"
1. «Liberian Girl» (edit) – 3:39
2. «Girlfriend» – 3:04

12"
1. «Liberian Girl» (editado) – 3:39
2. «Get on the Floor» – 4:44
3. «Girlfriend» – 3:04

## Video musical
Dirigido por Jim Yukich, el video musical de la canción contó con muchos de los amigos famosos de Jackson que se reúnen en un estudio para filmar el video musical de "Liberian Girl", sólo para descubrir que Jackson los estaba filmando a ellos todo el tiempo.  En cuanto nombrado en los títulos de cierre, presentados en el video son:
- Beverly Johnson
- Malcolm-Jamal Warner
- Sherman Hemsley (†)
- Brigitte Nielsen
- Paula Abdul
- Carl Weathers (†)
- Whoopi Goldberg
- Quincy Jones
- Jackie Collins (†)
- Amy Irving
- Jasmine Guy
- Rosanna Arquette
- Lou Diamond Phillips
- Olivia Newton-John (†)
- John Travolta
- Corey Feldman
- Steven Spielberg
- Debbie Gibson
- Rick Schroder
- Blair Underwood
- "Weird Al" Yankovic
- Bubbles
- Suzanne Somers (†)
- Lou Ferrigno
- Don King and "Son"
- Mayim Bialik
- Virginia Madsen
- David Copperfield
- Billy Dee Williams
- Richard and Emily Dreyfuss
- Danny Glover
- Olivia Hussey
- Dan Aykroyd
- Steve Guttenberg
- Rob Schneider

## Créditos
- Escrito y compuesto por Michael Jackson
- Vocalista: Michael Jackson
- Tambores: Miko Brando, Ollie E. Brown y John Robinson
- Programador de tambores: Douglas Getschal
- Percusión: Ollie E. Brown y Paulinho Da Costa
- Efectos: Christopher Currell
- Sintetizadores: John Barnes, Michael Boddicker, David Paich y Larry Williams
- Programador de sintetizadores: Steve Porcaro
- Coro en suajili: Letta Mbulu
- Arreglo rítmico por Michael Jackson, John Barnes y Quincy Jones
- Arreglo de sintetizadores por Jerry Hey, John Barnes y Quincy Jones
- Arreglos vocales por Michael Jackson y John Barnes
- Arreglo de coro en suajili por Caiphus Semenya
- Oboe reverso: Nicholas Crabbe.